# بوبي بينيت
بوبي بينيت (بالإنجليزية: Bobby Bennett)‏ (29 ديسمبر 1951 في المملكة المتحدة - ) هو لاعب كرة قدم بريطاني في مركز الهجوم. لعب مع سكونثورب يونايتد ونادي ساوثيند يونايتد ونادي هايز ونادي ويمبلدون وStaines Town F.C. ‏ وHarrow Borough F.C. ‏ ونادي نورثوود لكرة القدم.

## وصلات خارجية
- بوبي بينيت على موقع قاعدة بيانات كرة القدم.إي يو (الإنجليزية)